# The Simpsons (flipperspel)
The Simpsons är ett flipperspel från 1990, skapat av Data East. Spelet är baserat på TV-serien Simpsons. Ett till flipperspel baserat på serien släpptes 2003, och heter The Simpsons Pinball Party.